# Eching (Landkreis Freising)
Eching er en kommune i Landkreis Freising, Regierungsbezirk Oberbayern i den tyske delstat Bayern. Eching ligger nord for München.

## Geografi
Kommunen Eching består af landsbyerne Eching, Günzenhausen, Ottenburg, Deutenhausen, Dietersheim og Gut Hollern.
Kommunen grænser i nordøst til Neufahrn bei Freising, i nordvest til Haimhausen og Fahrenzhausen, mod vest til Unterschleißheim, i sydvest til Oberschleißheim, mod syd til Garching og mod øst til Hallbergmoos.

### Indbyggere fordelt i kommunens byer
| By           | Antal indbyggere 2007 (tal i parrentes fra 2006) |
| ------------ | ------------------------------------------------ |
| Eching       | 10.770 (11.035)                                  |
| Dietersheim  | 1.434 (1.391)                                    |
| Günzenhausen | 859 (884)                                        |
| Ottenburg    | 175 (173)                                        |
| Deutenhausen | 214 (236)                                        |
| Hollern      | 190                                              |
| Eching-Ost   | 61                                               |

I den sydlige del af kommunen ligger rekreationsområdet „Echinger See“ der også er en yndet badesø.
I kommunen ligger også det fredede (Naturschutzgebiet) Garchinger Heide.